# Maria Knutsson (musiker)
Anna Maria Knutsson, född 30 december 1971 i Malmö, är en svensk sångerska och sångtextförfattare.                 
Maria Knutsson är uppvuxen i trakten omkring Kalmar och Färjestaden på Öland. Efter gymnasiestudier på musiklinjen med operainriktning vid Katedralskolan i Växjö gick hon på Kulturamas musikalutbildning och Musikkonservatoriet i Genève samt vidare operaskolning vid Göteborgsoperan. Sedan 2005 har hon varit sångerska i den nya versionen av dansbandet Candela, som också deltog i SVT:s Dansbandskampen 2009. Hon har också samarbetat mycket med den Melodifestival–vinnande låtskrivaren Marcos Ubeda och skrivit texter till ett flertal av hans melodier. I april 2011 utkom deras minialbum Maria Knutsson & BHQ med jazzmusik i samarbete med Billy Hail Quartet. Sedan 2014 är hon aktiv sångerska i Good Times Band, som hon har spelat in två album Can anyone explain? och Passion med samt musikvideon "En ljusgrön sommarhatt". Maria Knutsson är berättande och sjungande huvudperson i flera fokuserade musikprogram, t.ex. om Billie Holiday, vis- och jazzprogram, etc.
1995 utsågs Maria Knutsson till vinnare av skönhetstävlingen Fröken Öland. 2011 medverkade hon och hennes familj i TV 4s realityserie Mamma byter bo.